# Sudan-Airways-Flug 109
Der Sudan-Airways-Flug 109 (Flugnummer IATA: SD109, ICAO: SUD109, Funkrufzeichen: SUDANAIR 109) war ein internationaler Linieninlandsflug der Fluggesellschaft Sudan Airways vom  Flughafen Amman zum Flughafen Khartum mit einem planmäßigen Zwischenstopp auf dem Flughafen Damaskus und einem außerplanmäßigen auf dem Flughafen Port Sudan. Am 10. Juni 2008 verunfallte auf diesem Flug ein Airbus A310-324 mit dem Luftfahrzeugkennzeichen ST-ATN, nachdem er bei der Landung in Khartum das Landebahnende überrollt hatte. Bei der anschließenden chaotischen Evakuierung der brennenden Maschine starben 30 der 214 Insassen.

## Maschine
Bei dem betroffenen Flugzeug handelte es sich um einen Airbus A310-324 mit der Werknummer 548, der zum Zeitpunkt des Unfalls 17 Jahre und 10 Monate alt war. Die Maschine wurde im Airbus-Werk Clément Adler am Flughafen Toulouse-Blagnac endmontiert und absolvierte ihren Erstflug am 23. August 1990 mit dem Testkennzeichen F-WWCV. Der Airbus wurde anschließend am 22. Oktober 1990 mit dem Luftfahrzeugkennzeichen 9V-STU an Singapore Airlines ausgeliefert. Am 10. März 2001 wurde die Maschine an Air India weiterveräußert und erhielt in diesem Zuge das neue Kennzeichen VT-EVF und den Taufnamen Mahanadi. Am 14. September 2007 übernahm Sudan Airways die Maschine und ließ diese mit ihrem letzten Luftfahrzeugkennzeichen ST-ATN zu. Das zweistrahlige Langstrecken-Großraumflugzeug war mit zwei Turbojettriebwerken des Typs Pratt & Whitney PW4152 ausgestattet. Bis zu dem Unfall hatte der Airbus eine Gesamtbetriebsleistung von 53.233 Betriebsstunden absolviert, die auf 21.524 Starts und Landungen entfielen.

## Insassen
Den Flug auf dem letzten Flugabschnitt von Port Sudan nach Khartum hatten 203 Passagiere angetreten, von denen 34 in Amman und 169 in Damaskus zugestiegen waren. Es befand sich eine elfköpfige Besatzung an Bord der Maschine. Der 60-jährige Flugkapitän verfügte über 14.180 Stunden Flugerfahrung, von denen er 3.088 Stunden im Cockpit des Airbus A310 absolviert hatte. Der 50-jährige Erste Offizier konnte 9.879 Stunden Flugerfahrung vorweisen, davon hatte er 3.343 Stunden im Cockpit des Airbus A310 abgeleistet.

## Unfallhergang
Am Morgen des Unfalltages kam die aus Kairo kommende Maschine um 8:30 Uhr Ortszeit am Flughafen Khartum an. Nach der Ankunft wurde im Einklang mit der Minimum Equipment List eine inaktive Umkehrschub-Vorrichtung des linken Triebwerks als präexistierender Defekt notiert. Der Flugkapitän, der mit der Maschine weiter über Damaskus nach Amman fliegen sollte, nahm den notierten Schaden vor dem Abflug zur Kenntnis. Am Nachmittag wurde die Maschine auf derselben Flugstrecke nach Khartum zurückgeflogen.
Nach einem zunächst routinemäßigen Flug auf dem ersten Flugabschnitt musste die Maschine auf dem Weg von Damaskus nach Khartum wegen eines Sandsturms und Starkregens am Zielflughafen nach Port Sudan umgeleitet werden. Eine Stunde und 15 Minuten, nachdem sie dort gelandet und mit 20 Tonnen Kerosin betankt worden war, wurde den Piloten mitgeteilt, dass das Wetter in Khartum sich besserte. Die Piloten setzten daraufhin den Flug zum Zielflughafen fort. Als die Maschine sich Khartum näherte, war das Wetter immer noch schlecht. Cumulonimbuswolken befanden sich am Himmel und es herrschte ein Gewitter. Die Flugsicherung erteilte eine Freigabe zur Landung auf Landebahn 36 und teilte den Piloten mit, dass der Wind mit Geschwindigkeiten von 7 Knoten aus 320 Grad wehte. Tatsächlich war die Maschine einem Rückenwind mit einer Geschwindigkeit von 15 Knoten ausgesetzt. Es wurde berichtet, dass die Landebahn nass war. Die Maschine setzte um 20:26 Uhr 900 Meter hinter der Landebahnschwelle von Landebahn 36 auf. Der Kapitän aktivierte gleich nach dem Aufsetzen die Schubumkehr beider Triebwerke und berichtete, dass er Probleme habe, die Maschine entlang der Landebahnmittellinie auszurichten. Dies war dem asymmetrischen Umkehrschub geschuldet, zumal nach dem Aktivieren die entsprechende Vorrichtung rechts normal auslöste, während sie links eingefahren blieb. Zehn Sekunden nach dem Aufsetzen wurde die Schubumkehr wieder deaktiviert. Der Kapitän richtete die Maschine durch eine asymmetrische Bremsung wieder entlang der Landebahn aus. Er schaltete zudem das ABS aus, was dazu führte, dass die Räder beim Bremsen blockierten und die Maschine weiterrutschte. Es gelang ihm jedoch nicht, den Airbus ausreichend abzubremsen, sodass dieser das Landebahnende um 215 Meter überschoss und in Brand geriet.

## Rettungseinsatz
Nachdem die Maschine zum Stehen gekommen war, begann sie zu brennen. Da sich der Brand an der rechten Flugzeugseite entwickelt hatte, konnten die Notrutschen der rechten Seite nicht für die Evakuierung genutzt werden. Die Insassen wurden über die linke vordere Notrutsche evakuiert. Es fand kein schneller, angemessener oder geordneter Löscheinsatz der Flughafenfeuerwehr statt, da zum einen akuter Personalmangel herrschte und zum anderen die Löschfahrzeuge über keinerlei Funkverbindung verfügten. Das Feuer erfasste daher bald auch den Rumpfbereich, wobei die Maschine vollständig ausbrannte. Ein Besatzungsmitglied und 29 Passagiere konnten nicht rechtzeitig evakuiert werden und starben.

## Ursache
Die Unfallermittler sahen die Ursache des Unfalls in einer Kombination aus spätem Aufsetzen auf einer regennassen Landebahn, nicht betriebsbereiter Schubumkehr des linken Triebwerks sowie unterbliebener Nutzung der automatischen Bremse. Unter diesen Bedingungen sei die verbliebene Landeflächenlänge nach dem Aufsetzen zu kurz gewesen, um die Maschine rechtzeitig zum Stehen zu bringen. Als beitragenden Faktor gaben die Ermittler die fehlerhaft angegebenen Parameter zum Rückenwind durch die Flugsicherung an.